# Clube Internacional de Cricket
El Clube Internacional de Cricket fue un equipo de fútbol de Brasil que jugó en el Campeonato Baiano, la primera división del estado de Bahía.

## Historia
Fue fundado el 15 de noviembre de 1899 en el municipio de Salvador, Bahia como un equipo multideportivo fundado por inmigrantes ingleses que originalmente solo era de críquet, pero que se volvió popular en fútbol. Fue uno de los primeros equipos de fútbol fundados en el estado de Bahía y en Brasil en general.
Fue uno de los 4 equipos fundadores del Campeonato Baiano, y también fue el primer campeón estatal de la historia en 1905 venciendo en la final al CNR Sao Salvador.
El club participó en la siguiente temporada del Campeonato Baiano pero abandonó la liga luego de haber jugado tres partidos, y el club terminó desapareciendo en 1907 luego de que profesionalizara el fútbol en el estado de Bahía.

## Palmarés
- Campeonato Baiano: 1

1905